# Alpinia oceanica
Alpinia oceanica är en enhjärtbladig växtart som beskrevs av Isaac Henry Burkill. Alpinia oceanica ingår i släktet Alpinia och familjen Zingiberaceae. Inga underarter finns listade i Catalogue of Life.